# Neapolis in Proconsulari

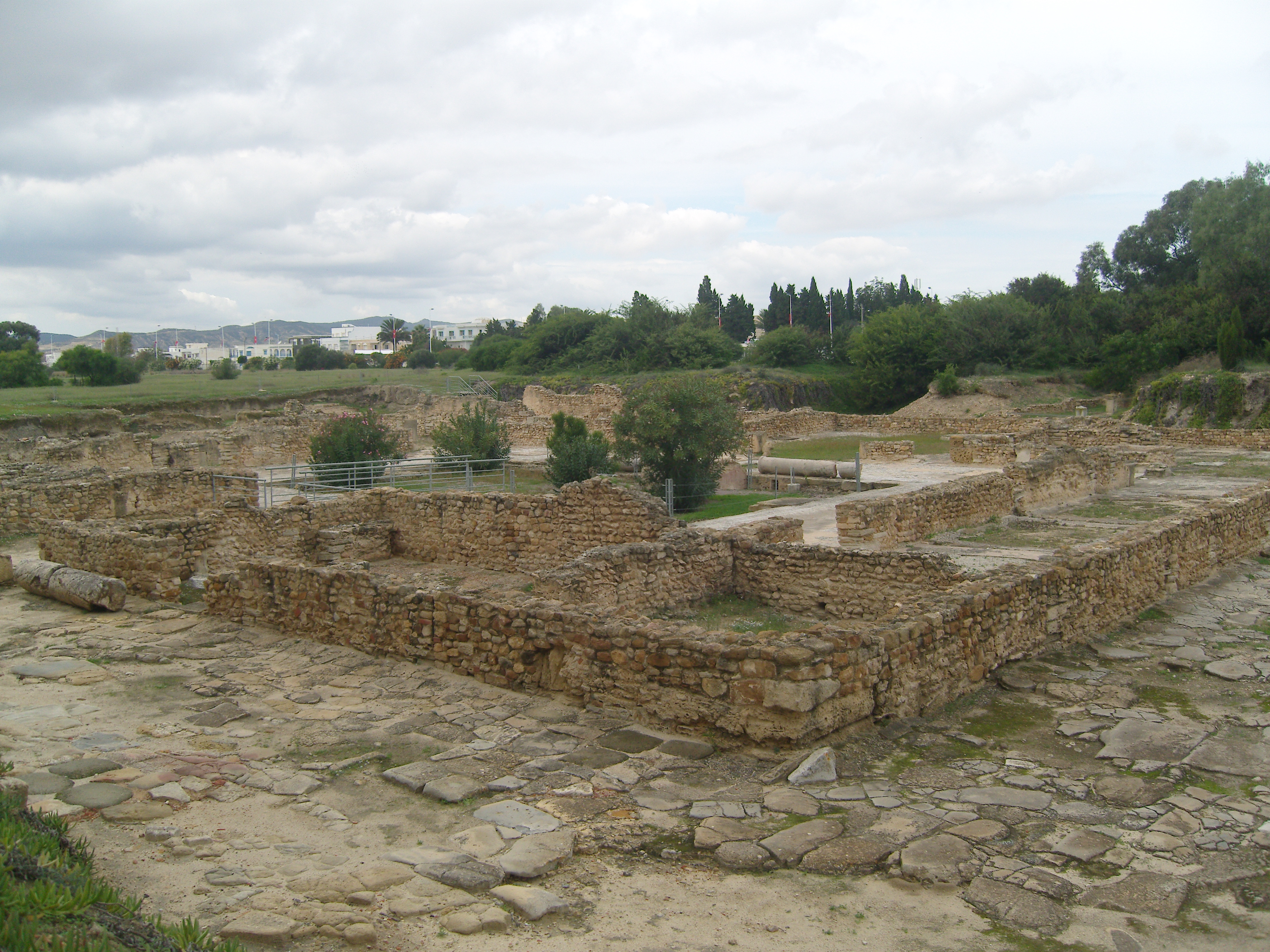
Ruiny dawnego miasta Neapolis in Proconsulari

Neapolis in Proconsulari (łac. Diocesis Neopolitanus in Proconsulari) – stolica historycznej diecezji w Cesarstwie rzymskim w prowincji Afryka Prokonsularna, sufragania metropolii Kartagina. Współcześnie w Tunezji. Obecnie katolickie biskupstwo tytularne.

## Biskupi tytularni
| Lp. | Biskup             | Funkcja                            | Od               | Do                   |
| --- | ------------------ | ---------------------------------- | ---------------- | -------------------- |
| 1   | Paul Vignancour    | biskup koadiutor Bourges (Francja) | 6 marca 1966     | 10 października 1969 |
| 2   | Johannes Dyba      | nuncjusz apostolski                | 25 sierpnia 1979 | 1 czerwca 1983       |
| 3   | John Patrick Foley | urzędnik Kurii Rzymskiej           | 5 kwietnia 1984  | 24 listopada 2007    |
| 4   | Ludger Schepers    | biskup pomocniczy Essen (Niemcy)   | 27 czerwca 2008  |                      |